# Soldatenfriedhof Labina
Auf dem Soldatenfriedhof Labina liegen Gefallene des Ersten Weltkrieges. Der Soldatenfriedhof Labina (lettisch Modriņu vācu kapi) liegt in der lettischen Gemeinde Demene, Bezirk Augšdaugava.
Auf dem Friedhof sind 449 bekannte und 27 unbekannte deutsche sowie 11 russische Soldaten begraben. Die meisten Gräber sind mit Steinkreuzen versehen. Die deutschen Soldaten gehörten überwiegend den Infanterie-Regimentern Nr. 351 und 352 an.